# Inferno (Zoda)
Inferno è un singolo di Zoda, pubblicato il 6 maggio 2022 come primo estratto dal secondo album in studio Autoritratto .

## Tracce
1. Inferno – 2:00